# 灣仔警署

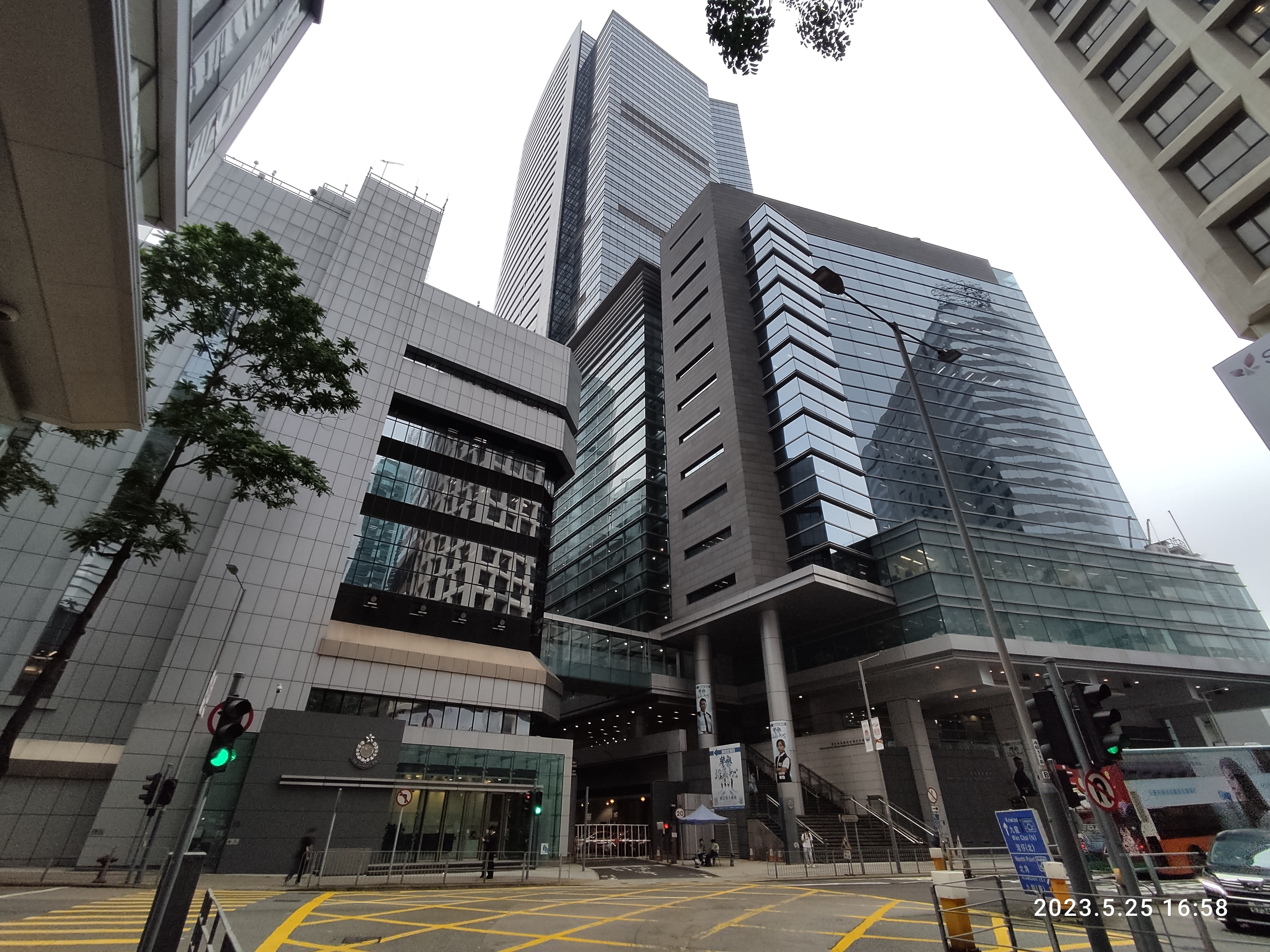
灣仔警署位於香港警察總部

灣仔分區警署（英語：Wan Chai Division Police Station）簡稱灣仔警署，是香港警務處香港島總區灣仔分區的分區警署，位於香港灣仔軍器廠街1號的香港警察總部內。

## 歷史
2010年10月11日起，灣仔警區的警務人員從位於告士打道的舊灣仔警署陸續遷進新的灣仔警署，新灣仔警署於2010年11月19日上午7時正式啟用，至於灣仔警區的警民關係組於2010年11月22日搬遷至灣仔警署內。但原有的舊灣仔警署至今尚未拆除及改變用途，現為網絡安全及科技罪案調查科的臨時辦公地方。

## 鄰近建築
- 浦發銀行大廈 (One Hennessy)